# Bonsoir... mon nom est toujours Michel Rivard et voici mon album quadruple
Albums de Michel Rivard
Maudit Bonheur
(1998) Simple
(2004)
Bonsoir... mon nom est toujours Michel Rivard et voici mon album quadruple (en spectacle intime…) est un album en spectacle de Michel Rivard édité au Québec en 2002 par Audiogram. Une compilation abrégée en un disque intitulée Simple sera publiée en 2004.

## Titres
Tous les titres sont composés par Michel Rivard sauf indication contraire.
Disque 1

Le déserteur

La triste histoire de ma virginité

Le monde a besoin de magie

Tout va bien

Duncan

Motel mon repos

La p'tite vie

Belle promeneuse

Le retour de Don Quichotte

Méfiez-vous du grand amour

Schefferville, le dernier train

J'ferme pas juste

Ginette (Pierre Huet-paroles, Michel Rivard-musique)

Madeleine (Jacques Brel)

La foca (Version italienne de La Complainte du phoque en Alaska: enregistré aux FrancoFolies de Montréal)
Disque 2

La nouvelle saison

Le goût de l'eau

J'aimais l'hiver

Parlant de la paix

L'oubli

Rive-Sud

La lune d'automne

Bille de verre

Rue Sanschagrin

Tout simplement jaloux

Le privé

Un trou dans les nuages

Je voudrais voir la mer
Disque 3

Toujours là pour elles

Ta robe rouge

Histoire d'hiver

Pars, mon bel oiseau

Martin de la chasse-galerie

La maison froide

Mon triste et pauvre cœur

Maudit bonheur

Pleurer pour rien

Par un hublot d'avion

Une femme à la mer

Les chemins de gravelle

Ça reste dans la famille

La guitare de Jérémie

Toute personnelle fin du monde
Disque 4

Je suis un sacripan (avec Marc Déry)

Tout va bien (avec Martin Léon)

Parlant de la paix (avec Martin Léon et Mélanie Auclair)

Rue Sanschagrin (avec Michel Faubert)

Martin de la chasse-galerie (avec Michel Faubert)

Sensation (avec Dumas)

Sourire de chien (avec Marie-Christine Trottier)

Belle promeneuse (avec Catherine Durand)

Schefferville (avec Catherine Durand)

Ah quelle tristesse (avec Mara Tremblay)

La guitare de Jérémie (avec Patrick Norman)

Pleurer pour rien (avec Lynda Thalie)

Le privé (avec Ariane Moffatt)

Tu peux dormir (avec Ariane Moffatt)